# Hans Furler
Pour les articles homonymes, voir Furler.
Hans Furler est un homme politique allemand né le 5 juin 1904 à Lahr et mort le 29 juin 1975 à Achern.

## Biographie
Après avoir passé son baccalauréat au lycée humaniste de Lahr (de), Hans Furler, de confession catholique romaine, étudie le droit à l'université de Fribourg, à l'université Frédéric-Guillaume de Berlin et à l'université de Heidelberg. Pendant ses études, il devient membre de la Burschenschaft Teutonia Freiburg (de) en 1922.
Membre de la CDU, il fut le président de l'Assemblée commune puis de l'Assemblée Parlementaire Européenne (devenu par la suite le Parlement européen) de 1957 à 1958 puis de 1960 à 1962.
Il est l'auteur d'un rapport parlementaire très important dans lequel il milite en faveur de la reconnaissance de nouvelles attributions pour le Parlement européen (Rapport fait au nom de la commission politique sur les compétences du Parlement européen par H. FURLER. Documents de séance 1963-1964, Document no 31 du 14 juin 1963).
De nombreuses propositions formulées dans ce rapport ont été suivies d'effet à l'occasion des multiples révisions des traités, jusqu'à la procédure de codécision véritablement instaurée par le traité d'Amsterdam en 1997.
Le gymnasium de la petite ville d'Oberkirch porte son nom.